# Гай Папирий Крас
Гай Папирий Крас (на латински: Gaius Papirius Crassus) e римски политик през 4 век пр.н.е. Произлиза от патрицииската фамилия Папирии.
През 384 пр.н.е. той е консулски военен трибун с още пет колеги.